# Phémios

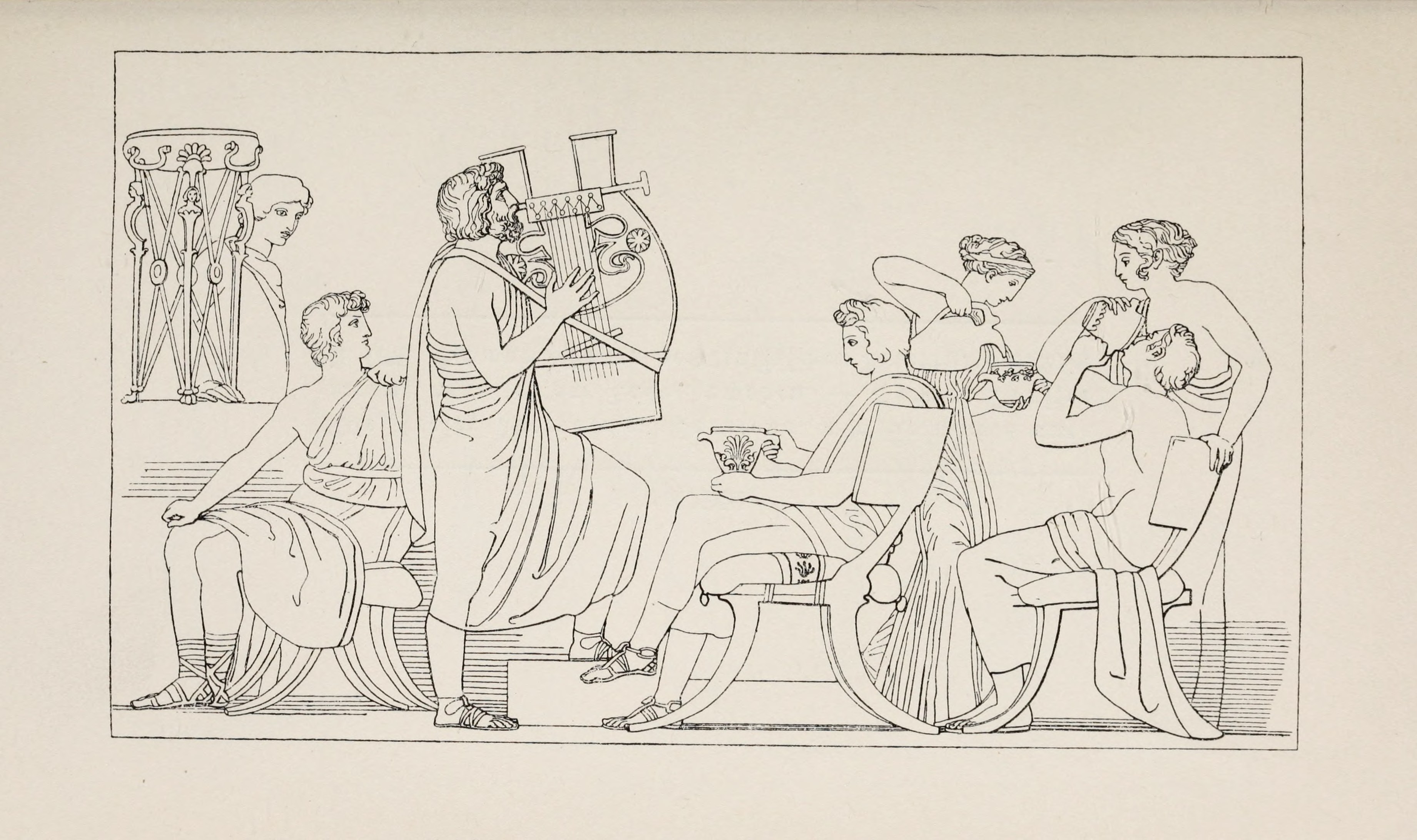
Le chanteur Phémios chante aux prétendants, John Flaxman.

Phémios ou Phémius (en grec ancien : Φήμιος / Phḗmios, de φῆμις / phêmis, « langage, discours ») est un personnage de l’Odyssée d'Homère.
Aède à la cour d'Ulysse, à Ithaque, il apparaît au premier chant, au cours d'un banquet pour les prétendants :

« Au milieu d'eux chantait l'aède illustre, et tous, assis,
L'écoutaient en silence. Il chantait le retour de Troie
Et les malheurs infligés par Pallas aux Achéens. »

— (Trad. Philippe Jaccottet)
Pénélope l'entend et, descendant de son appartement, lui demande de chanter autre chose, afin d’épargner son chagrin. Télémaque intervient alors, et lui demande de laisser chanter Phémios. Après tout, dit-il, d'autres héros qu'Ulysse ont connu des malheurs lors de leur retour de Troie.
Il réapparaît au chant XXII, où il est dit « fils de Terpès (ou de Terpios) », lors du massacre des prétendants. Sa lyre à la main, il implore Ulysse de l’épargner, arguant qu'il a été forcé de jouer devant les prétendants. Télémaque vient à son secours et Ulysse le laisse partir.